# NK Dalit Daruvar
NK Dalit je bivši hrvatski nogometni klub iz Daruvara.

## Povijest
Klub je djelovao od 1954. do 1960. godine. Nakon prekida s radom, klub je obnovio rad 1974. i djelovao do 1981. godine. Dalit je bio nogometni klub istoimene ljevaonice željeza i tvornice strojeva.
Klupski dužnosnik bio je Nikola Prević, športski djelatnik grada Daruvara 2000. godine i dobitnik priznanja Hrvatskoga nogometnog saveza 2001. godine na prijedlog Nogometnog saveza Bjelovarsko-bilogorske županije. Prević je bio junior HNK Daruvar. Karijeru je nakratko prekinuo zbog odlaska na studij, a početkom 70-ih godina uključio se u organizaciju osnivanja i djelovanja NK Trgovačkog i potom Dalita.